# Helen Affentranger-Aregger
Helen Affentranger-Aregger (* 1968) ist eine Schweizer Politikerin (Die Mitte). Dem Kantonsrat des Kantons Luzern gehört sie seit Dezember 2019 an.

## Beruf und Privates
Helen Affentranger-Aregger ist Hochbauzeichnerin im Bereich Bauökonomie und arbeitete von 2014 bis 2024 für ein Architekturbüro.
Affentranger-Aregger wohnt in Buttisholz. Sie ist verheiratet und Mutter von vier Kindern.

## Politik
Affentranger-Aregger ist seit 2018 Vorstand der Ortspartei Buttisholz und seit 2020 Vorstand der Wahlkreispartei Sursee. Am 2. Dezember 2019 nahm sie für den Wahlkreis Sursee Einsitz im Luzerner Kantonsrat. Sie ist seit 2019 Mitglied der Kommission Wirtschaft und Abgaben und seit August 2023 Leaderin dieser Kommission.

## Belege
1. 1 2  lu.die-mitte.ch: Helen Affentranger-Aregger. Kantonsrat. (abgerufen am 8. März 2024)
2. ↑  lu.ch: Kantonsratsprofil (abgerufen am 8. März 2024)

| Personendaten    | Personendaten                     |
| ---------------- | --------------------------------- |
| NAME             | Affentranger-Aregger, Helen       |
| KURZBESCHREIBUNG | Schweizer Politikerin (Die Mitte) |
| GEBURTSDATUM     | 1968                              |